# Brad Spence
Brad Spence (* 19. April 1984 in Calgary, Alberta) ist ein ehemaliger kanadischer Skirennläufer. Er gehörte seit 2001 dem Kader des Kanadischen Skiverbandes an. Am Beginn seiner Karriere startete er in allen Disziplinen, nach einer schweren Verletzung und mehrjähriger Rennpause nimmt er seit 2008 fast nur noch an Slalom- und Riesenslalomrennen teil.

## Biografie
Spence begann im Alter von sechs Jahren mit dem Skisport. Seine ersten internationalen Wettkämpfe bestritt er 1999 beim Trofeo Topolino in Italien, bei der er Zweiter im Riesenslalom und Dritter im Slalom wurde. Ab Dezember 1999 nahm Spence an FIS-Rennen teil, vier Monate später folgten die ersten Einsätze im Nor-Am Cup. Im Dezember 2000 gewann er sein erstes FIS-Rennen und im Januar 2001 kam er erstmals im Nor-Am Cup in die Punkteränge.
Von 2002 bis 2004 nahm Spence an drei Juniorenweltmeisterschaften teil und fuhr dabei dreimal unter die besten zehn: 2003 belegte er Platz acht in der Abfahrt und 2004 wurde er Vierter im Super-G sowie Neunter in der Abfahrt. Bereits am 1. Dezember 2002 kam er im Super-G von Lake Louise zu seinem Debüt im Weltcup. Er konnte das Rennen jedoch nicht beenden. In den nächsten beiden Saisonen folgten drei weitere Einsätze im Weltcup, bei denen er nicht in die Punkteränge kam.
Im Nor-Am Cup gelang dem Kanadier in der Saison 2002/03 der Anschluss an die Spitze. Mit Platz zwei in der Abfahrt und Rang drei im Super-G von Lake Louise erzielte er seine ersten Podestplätze und erreichte damit Platz fünf in der Super-G-Wertung und Rang zehn im Abfahrtsklassement. In der Saison 2003/04 folgte ein weiterer Podestplatz im Super-G von Lake Louise und er belegte in dieser Disziplin erneut den fünften Gesamtrang. In der Saison 2004/05 gelangen ihm vier Podestplätze (3× Super-G und 1× Slalom) und weitere fünf Top-10-Resultate, womit er Platz drei im Gesamtklassement und jeweils Rang zwei in der Slalom- und Super-G-Wertung erreichte. 
Ab Beginn der Saison 2005/06 kam Spence regelmäßig im Weltcup zum Einsatz, aber noch nicht in die Punkteränge. Im Super-G von Lake Louise erlitt er Ende November eine Verletzung an der Schulter. Viel schwerwiegender waren die Folgen des Sturzes im Abfahrtstraining in Bormio am 28. Dezember 2005. Spence erlitt unter anderem einen Schien- und Wadenbeinbruch im rechten Bein sowie Bänderrisse im Knie und konnte danach fast drei Jahre keine Rennen bestreiten.
Seit der schweren Verletzung startet Spence im Welt- und Nor-Am-Cup nur noch in Slalom- und Riesenslalomwettbewerben. Sein Comeback gab er am 2. Dezember 2008 in einem Nor-Am-Cup-Slalom in Loveland. Nur zwei Tage später stand er im Slalom von Winter Park wieder auf dem Podest. Anschließend konnte er sich in den meisten Rennen unter den besten fünf klassieren und sich mit seinen beiden Siegen im Riesenslalom von Nakiska und im Slalom von Lake Placid in der Saison 2008/09 den Sieg in diesen Disziplinenwertungen sowie den dritten Platz im Gesamtklassement sichern. Am 1. März 2009 gewann er in seinem zweiten Weltcuprennen nach der schweren Verletzung, dem Slalom in Kranjska Gora, als 13. die ersten Weltcuppunkte. Sein bisher bestes Weltcupresultat erreichte er am 21. Dezember 2009 mit Platz zwölf im Slalom von Alta Badia. Dieses Ergebnis konnte er am 24. Januar 2010 beim Slalom von Kitzbühel wiederholen. Bei den Olympischen Winterspielen 2010 in Vancouver erreichte er allerdings nur den 42. Platz im Riesenslalom und fiel im Slalom aus. Im März 2010 wurde er Kanadischer Meister im Riesenslalom.
In der Saison 2010/11 fuhr Spence in vier Weltcupslaloms unter die schnellsten 20, im Winter 2011/12 waren es deren fünf. Bei den Weltmeisterschaften 2011 in Garmisch-Partenkirchen erzielte er nach einem schweren Fehler im zweiten Durchgang allerdings nur den 38. Platz im Slalom. Nach der Saison 2013/14 beendete Spence seine Karriere.

## Erfolge

### Olympische Spiele
- Vancouver 2010: 42. Riesenslalom

### Weltmeisterschaften
- Garmisch-Partenkirchen 2011: 38. Slalom

### Weltcup
- 7 Platzierungen unter den besten 15

### Weltcupwertungen
| Saison  | Gesamt | Gesamt | Slalom | Slalom |
| Saison  | Platz  | Punkte | Platz  | Punkte |
| ------- | ------ | ------ | ------ | ------ |
| 2008/09 | 114.   | 20     | 44.    | 20     |
| 2009/10 | 79.    | 65     | 24.    | 65     |
| 2010/11 | 86.    | 67     | 26.    | 67     |
| 2011/12 | 71.    | 98     | 28.    | 98     |
| 2013/14 | 121.   | 11     | 44.    | 11     |

### Nor-Am Cup
- Saison 2004/05: 3. Gesamtwertung, 2. Slalomwertung, 2. Super-G-Wertung
- Saison 2008/09: 3. Gesamtwertung, 1. Slalomwertung, 1. Riesenslalomwertung
- Saison 2013/14: 5. Slalomwertung
- 17 Podestplätze, davon 4 Siege:

| Datum           | Ort         | Land   | Disziplin    |
| --------------- | ----------- | ------ | ------------ |
| 4. Februar 2009 | Nakiska     | Kanada | Riesenslalom |
| 14. März 2009   | Lake Placid | USA    | Slalom       |
| 4. Februar 2012 | Vail        | USA    | Slalom       |
| 5. Februar 2014 | Stowe       | USA    | Slalom       |

### Juniorenweltmeisterschaften
- Tarvisio 2002: 32. Abfahrt, 37. Super-G
- Briançonnais 2003: 8. Abfahrt, 11. Slalom, 22. Super-G
- Maribor 2004: 4. Super-G, 9. Abfahrt, 59. Riesenslalom

### Weitere Erfolge
- 2 kanadische Meistertitel (Riesenslalom 2010, Super-Kombination 2011)
- 1 Podestplatz im Europacup
- 13 Siege in FIS-Rennen